# Xã Mapleton, Quận Cass, Bắc Dakota
Xã Mapleton (tiếng Anh: Mapleton Township) là một xã thuộc quận Cass, tiểu bang Bắc Dakota, Hoa Kỳ. Năm 2010, dân số của xã này là 188 người.